# L'agnellino e il pesciolino
L'agnellino e il pesciolino (titolo tedesco: Das Lämmchen und Fischchen) è una fiaba germanica contenuta nella raccolta Fiabe dei fratelli Grimm (1812-1822).

## Trama
Un fratellino e una sorellina, che si volevano molto bene, avendo perso la loro mamma vivevano insieme alla matrigna, che era assai cattiva e non li poteva soffrire. Un giorno, mentre i bimbi giocavano presso uno stagno nel giardino del castello, la donna, che conosceva l'arte della stregoneria, trasformò il fratellino in un pesciolino e la sorellina in un agnellino. Un giorno giunsero al castello dei forestieri e la matrigna colse l'occasione per far uccidere l'agnellino e servirlo loro per pranzo. Ma il cuoco incaricato di cucinarlo udì il pesciolino parlare tristemente all'agnellino e subito sospettò qualcosa. Così, invece di ucciderlo, lo portò da una contadina che abitava nei dintorni e che, caso volle, era anche la balia della sorellina. Ella, così, la riconobbe e la condusse da una maga, che benedisse l'agnellino e il pesciolino, i quali, ripresa la loro forma umana, se ne andarono insieme in una casetta nel bosco, dove vissero felici.

## Classificazione
- KHM 141.
- Sistema di classificazione Aarne-Thompson: tipo 450, The Little Brother and the Little Sister.

## Lingua
È interessante notare come, nella versione originale della fiaba, la filastrocca cantata dai bambini mentre giocano nei giardini del castello sia trascritta in dialetto tedesco: 
will di ock min Vügelken giewen.
Vügelken sall mi Strau söken,
Serau will ick den Köseken giewen,
Köseken sall mie Melk giewen,
Melk will ich den Bäcker giewen,
Bäcker sall mie 'n Kocken backen,
Kocken will ick den Kätken giewen,
Kätken sall mie Müse fangen,
Müse will ick in 'n Rauck hangen
un will se anschnien»
all'uccellino io poi ti darò,
e lui la paglia mi cercherà,
che alla vacchina io poi darò,
e lei il suo latte mi darà,
che al fornaio io poi darò,
e lui la torta mi farà,
che al gattino io poi darò,
e lui i topini mi cercherà,
che nel camino io poi appenderò
e affetterò»
Mentre i dialoghi tra i due fratellini trasformati in agnellino e pesciolino sono riportati in "alto" tedesco (ossia nel tedesco standard), come il resto del testo:
wie tut mir doch mein Herz so weh! 
der Koch, der wetzt das Messer, 
will mir mein Herz durchstechen»
ignori la pena che il cuor mi circonda!
La lama del cuoco è già affilata:
presto da essa verrò trapassata!»
wie tut mir doch mein Herz so weh 
in dieser tiefen See!»
ignori la pena che soffro quaggiù
nell'acqua fonda che mi circonda»